# Stenotabanus barahona
Stenotabanus barahona är en tvåvingeart som beskrevs av David Fairchild 1980. Stenotabanus barahona ingår i släktet Stenotabanus och familjen bromsar.
Artens utbredningsområde är Dominikanska republiken. Inga underarter finns listade i Catalogue of Life.